# Павел Иванов
Павел Иванов е български актьор. Известен е с изявите си в Народния театър „Иван Вазов“, както и с ролите си на Гунди (Георги Аспарухов) във филма „Гунди - Легенда за любовта“, на лекаря Тодор в комедийния сериал „Татковци“, на кмета на Търново в сериала „Есента на демона“ и с редицата си превъплъщения в пътуващи комедийни шоу-спектакли. 

## Биография
Роден е на 8 септември 1993 г. в град Русе. В ранните си години прави първите си стъпки в Драматичния театър „Сава Огнянов“.
През 2012 г. е приет във НАТФИЗ „Кръстю Сарафов“ със специалност „Актьорско майсторство за драматичен театър“ в класа на проф. Стефан Данаилов и завършва успешно през 2016 г.
През 2014 г. е в трупата на Народния театър „Иван Вазов“, където играе в постановките „Венецианският търговец“, „Двубой“, „Коварство и любов“ и много други. 
Иванов играе и създава комедийни шоу-спектакли , с които пътува в цялата страна. Някои от тях са „Петък вечер“, „Неделя сутрин“.
На малкия екран се появява в сериала „Полицаите от края на града“ през 2018 г. с второстепенната роля на Кико, син на Джиджи.
На 25 декември 2021 г. е водещ на благотворителния концерт „Българската Коледа“, където си партнира с Ая Алексиев.
През 2021 г. изиграва ветеринарния доктор Тодор в комедийния сериал „Татковци“, излъчен по bTV. Година по-късно се снима във втория сезон на сериала „Дяволското гърло“ – „Есента на демона“. През октомври 2024 г. излиза филмът „Гунди – Легенда за любовта“, където Павел Иванов, след 6 години подготовка и работа, играе главната роля – тази на Георги Аспарухов.
На 31 декември 2024 г. води Новогодишната програма на БНТ1 – шоуто „България на два бала“ заедно с Диана Любенова.

## Участия в театъра
Театър НАТФИЗ
- „И само туй: Любов!“ от Уилям Шекспир – режисьор Росица Обрешкова[15]
- „Небесен отряд“ от Джордже Лебович и Александър Обренович – постановка Стефан Данаилов, режисьор Сава Драгунчев[16][17]
- „Ателие по зойкина квартира“ от Михаил Булгаков – постановка Стефан Данаилов[18][19]
- „Хамелин“ от Хуан Майорга – постановка Александра Петрова[20]

Народен театър „Иван Вазов“
- Пол Сингър в „Лунатици“ от Кен Лудвиг – постановка Росица Обрешкова[21][22][23]
- „Мнимият болен“ от Жан-Батист Молиер – режисьор Владлен Александров[24][25][26]
- Сър Франсис Уолсингъм в „Цветът на дълбоките води“ от Оля Стоянова – режисьор Бойка Велкова[27][28]
- 2018 – Велизар Апостолов в „Виновният“ от Димитър Димов – режисьор Юрий Дачев[29][30][31]
- 2018 – Рингърт и Капитан Аугустус Блай в „Тигърът“ от Уилям Сароян – режисьор Петринел Гочев[32][33][34][35]
- 2018 – Керубино в „Един безумен ден“ от Пиер дьо Бомарше, режисьор Михаил Петров[36][37]
- 2018 – Жорж в „Среща в Санлис“ от Жан Ануи – режисьор Атанас Атанасов[38][39][40]
- 2019 – Даниел в „Актрисата“ от Питър Куилтър – постановка Стефан Данаилов, режисьор Росица Обрешкова[41][42]
- 2019 – „Приятна жена в лоша компания“ от Андре Русен – постановка Юрий Дачев[43]
- 2021 – „Двубой“ от Иван Вазов – режисьор Мариус Куркински[44][45][46][47]
- 2021 – „Компания“ от Стивън Зондхайм и Джордж Фърт – режисьор Михаил Петров[48][49][50]
- 2024 – „Венецианският търговец“ от Уилям Шекспир – постановка на Явор Гърдев

Младежки театър „Николай Бинев“
- „Пинокио“ от Карло Колоди – режисьор Андрей Аврамов[51]

Продуцентска къща „Ажур Пико“
- „Направо от асансьора“ – режисьор Иван Радоев[52]

Продуцентска къща „Артишок“
- „Направихте ме на луд“[53]

## Личен живот
От 2022 г. е сгоден за приятелката си – балерината Марина Стоилова.

## Филмография
- „Фамилията" (2013) – охранител
- „Сън за щастие“ (2018) – Владо
- „Полицаите от края на града“ (2018) – Кико, син на Джиджи
- „Татковци“ (2021) – Тодор
- „Есента на демона“ (2024) – кметът на Велико Търново
- „Гунди – Легенда за любовта“ (2024) – Георги Аспарухов (Гунди)